# Daim
Daim er en hård karamelbar med chokoladeovertræk. Chokoladen er mest populær i Skandinavien[kilde mangler], men bliver også solgt i blandt andet Frankrig, Tyskland og Storbritannien.
Chokoladen blev lanceret i Sverige og Norge i 1953, i Finland i 1963 og i Danmark i 1971. Mærket er i dag ejet af Mondelez International.
Tidligere hed chokoladen Dajm, men den har byttet navn i Norden i 1990 for at få samme udtale i alle lande. I Storbritannien hed chokoladen tidligere Dime, men Kraft Foods, der dengang ejede mærket, skiftede i 2005 navnet til Daim.
Daim bliver produceret på en fabrik i Upplands Väsby, nord for Stockholm.